# Йохан Йозеф Лошмит
Йохан Йозеф Лошмит (на немски: Johann Josef Loschmidt) е австрийски физик и химик.

## Биография
Роден е на 15 март 1821 година в Пучирн (днес част от Карлови Вари). Завършва Карловия университет в Прага, а от 1868 година е професор във Виенския университет. Работи в областта на химията, термодинамиката, оптиката, електродинамиката и кристалографията. През 1865 година успява за пръв път да измери размера на молекулите на въздуха.
Умира на 8 юли 1895 година във Виена.